# Institución de Su Majestad para Jóvenes Delincuentes
La Institución de Su Majestad para Jóvenes Delincuentes (en inglés, Her Majesty's Young Offender Institution o simplemente HMYOI) era un tipo de prisión del Reino Unido con el objetivo de recibir delincuentes con una edad de alrededor de entre 18 y 21 años. Para el año 2005, existían 13 establecimientos de este tipo. En 2007, estas instituciones fueron abolidas y los presidiarios mayores de 18, enviados a prisiones para adultos.
- Datos: Q5732340